# Delfi (Internetportal)
Delfi ist der Name mehrerer Online-Nachrichtenmagazine im Baltikum. Die täglich aktualisierten, gleichnamigen Nachrichten-Portale sind die meistbesuchten Webseiten Estlands, Lettlands und Litauens.

## Geschichte
Delfi wurde 1999 vom estnischen Unternehmen MicroLink gegründet. 2003 wurde es an die norwegische Firma Findexa verkauft, bevor es 2007 für 54 Millionen Euro in den Besitz der estnischen Mediengruppe Ekspress Grupp gelangte. Das Portal operiert in den Sprachen estnisch, lettisch, litauisch unter den Domänen delfi.ee, delfi.lv und delfi.lt außerdem erscheinen in allen drei Länderversionen russische Ausgaben (rus.delfi.ee, rus.delfi.lv und rus.delfi.lt). Seit 2007 gibt es daneben eine ukrainische Version (delfi.ua). Es existieren eigene Büros in Moskau, Kaliningrad, Warschau, und Stockholm. Außerdem bezieht delfi Nachrichten vom Baltic News Service und anderen Nachrichtenagenturen.

## Kommentare von Nutzern
Als eines der ersten baltischen Portale ermöglichte delfi den Benutzern die Möglichkeit eigene Kommentare an die Artikel anzuhängen. Die teilweise mehreren tausend Kommentare führten dazu, dass in den Parlamenten Forderungen erhoben wurden, delfi für die Kommentare der anonymen Nutzer haftbar zu machen. In Einzelfällen wurden reelle Personen für ihre Kommentare haftbar gemacht. Ein solcher Fall war eine junge Frau, die gedroht hatte, den Eurovision Song Contest 2003 in die Luft zu sprengen.